# Paul de Neergaard
Pierre Paul Ferdinand Mourier de Neergaard (* 19. Februar 1907 in Nyborg; † 13. November 1987 in Kopenhagen) war ein dänischer Botaniker, Agrarwissenschaftler und Esperantist.

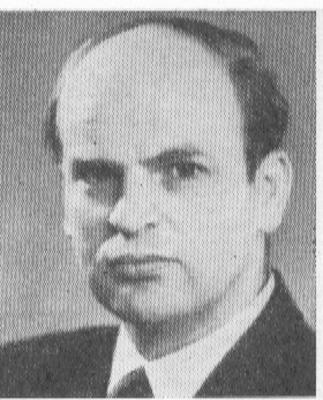
Paul Neergaard

## Leben und Wirken
Paul Neergaard gilt als Vater von Samenpathologie. Zusammen mit Mary Noble prägte er den Begriff in den 1940er Jahren. Neergaard arbeitete als Direktor des dänischen Regierungsinstituts für Saatgutpathologie für Entwicklungsländer in Kopenhagen. Von 1956 bis 1974 war er Vorsitzender des Phytopathologieausschusses der International Seed Testing Association (ISTA). Während seiner Amtszeit als Vorstandsmitglied der ISTA engagierte er sich für Standardisierungsmethoden zur Beschreibung der samenbürtigen Pilze.
Neergaard verfasste ein zweibändiges Standardwerk mit dem Titel „Seed Pathology“ (1977), das sich auf eine Vielzahl von Samenpathologie-Themen bezog, deren ökonomische Bedeutung der Saatgut-Krankheiten einschloss und weltweite Bedeutung erreichte.
Neergaard war Professor an den Universitäten in Beirut (Libanon) und Mysore sowie Mitglied mehrerer nationaler Akademien und internationaler Gesellschaften.
Paul Neergard war darüber hinaus ein aktiver Förderer der internationalen Sprache Esperanto. Er war Mitglied der Akademio de Esperanto und veröffentlichte mehrere Bücher in dieser Sprache über Wissenschaft und Linguistik.

## Publikationen (Auswahl)
- Seed Pathology, two volumes
- 1.-15. Årsberetning fra J. E. Ohlsens Enkes plantepatologiske laboratorium.

### In Esperanto
- Atakoj kontraŭ ĝardenplantoj
- La vivo de la plantoj (The life of plants)
- Terminaro Hortikultura (in six languages)
- Eta Krestomatio
- Tra Densa Mallumo
- Fremdvortoj en Esperanto
- Scienco kaj Pseŭdoscienco pri Heredo kaj Raso
- La Esperantologio kaj ties Disciplinoj. Taskoj kaj Rezultoj